# Eu e a minha casa
Eu e a minha Casa é um álbum ao vivo da banda brasileira Diante do Trono, gravado ao vivo no dia 03 de agosto de 2017 durante o VII Congresso Mulheres Diante do Trono intitulado "É Melhor Serem Dois do que Um", na Igreja Batista da Lagoinha em Belo Horizonte.
Foi lançado no dia 26 de julho de 2018 pela gravadora Onimusic nas plataformas digitais e formato físico especial no VII Congresso de Mulheres Diante do Trono intitulado: "Eu e a Minha Casa".
O álbum é composto com músicas voltadas às mulheres, moças, famílias e casais, todas compostas pela Ana Paula Valadão, líder do grupo. Contou com participações especiais de Nívea Soares, Soraya Moraes, Marine Friesen, Asaph Borba, Fred Arraes, Julissa Rivera, Lu Alone, Nena Lacerda, Rosana Borba, Roberta Isabel, Sóstenes Mendes e Flávia Arraes.
Possui uma música bônus "Você Chegou" escrita por Fred Arraes, lançada no canal do YouTube do Diante do Trono.

## Recepção
O álbum Eu e a minha Casa foi bem recebido pelo público, recebendo boas notas nas avaliações e críticas da mídia especializada.
As músicas de sucesso foram: Sou Ester, Agora Eu Vejo, Mulheres Virtuosas, Eu Só Tenho Você e Filho Meu. Essas canções são sempre ministradas pela Ana Paula Valadão todos os anos nos Congressos de Mulheres na Igreja Batista da Lagoinha.

## Faixas
| N.º | Título                          | Compositor(es)                 | Duração |  |
| 1.  | "Eu e a Minha Casa"             | Ana Paula Valadão              | 5:15    |  |
| 2.  | "Agora Eu Vejo"                 | Ana Paula Valadão              | 4:41    |  |
| 3.  | "Valorize-se"                   | Ana Paula Valadão              | 3:49    |  |
| 4.  | "A Los Ojos de Dios"            | Ana Paula Valadão              | 4:45    |  |
| 5.  | "Mulheres Virtuosas"            | Ana Paula Valadão              | 5:11    |  |
| 6.  | "Noiva Amada"                   | Ana Paula Valadão              | 4:52    |  |
| 7.  | "Sou Ester"                     | Ana Paula Valadão              | 4:27    |  |
| 8.  | "É Melhor Serem Dois do Que Um" | Asaph Borba; Ana Paula Valadão | 6:04    |  |
| 9.  | "Eu Só Tenho Você"              | Ana Paula Valadão              | 4:02    |  |
| 10. | "Filho Meu"                     | Ana Paula Valadão              | 5:27    |  |
| 11. | "Família Bendita"               | Ana Paula Valadão              | 5:29    |  |